# Plackerer
Als Plackerer (auch Plakerer oder Placker) bezeichnete man einen Adligen (beispielsweise einen Ritter), der Händler oder Städte ausraubte. Dies trat ab dem 12. Jahrhundert verstärkt auf. Im Gegensatz zum Fehder, der eine Warnung vor seinem Raubzug schickte (Fehdebrief) und damit den Raub legitimierte (bis zum „ewigen Landfrieden“ 1495), griff der Plackerer überraschend an und verübte damit ein Verbrechen, das als Plackerei bezeichnet wurde. Dies ist üblicherweise gemeint, wenn von Raubrittern gesprochen wird.